# 蔡博艺
蔡博艺（1992年6月12日—），生於甘肃省兰州市，曾在淡江大学大众传播学系就读的中國大陸學生。2011年，中華民國政府開放中國大陸學生前來台灣就學，蔡博藝是首批陸生之一，在臺灣積極參與學生運動與社會運動（包括太陽花學運），並出版《我在台湾，我正青春》。後於2019年參加獨派導演傅榆拍攝《我們的青春，在台灣》紀錄片。

## 简介
蔡博艺出生于中國甘肃省兰州市，11岁随家人迁至浙江省湖州市，曾經就讀湖州中學。父母均为大学教师，为家中独生女。2010年曾跟随旅行团来台湾观光，自此深深地爱上台湾的风土人情。

### 2011年
2010年8月19日，中华民国立法院三读通过《臺灣地區與大陸地區人民關係条例》第22條、《大学法》、《专科学校法》等三部与中国大陆学生在台湾学校就读的相关法律修正案。2011年，首届陆生来台就學。
蔡博艺于2011年来台湾淡江大学日文系就读，成为首届中國大陆學生的一员。

### 2012年
蔡博艺于2012年11月出版她关于台湾求学期间的见闻和感悟的书《我在臺灣，我正青春：第一屆陸生來臺求學記事》，此书在中国大陆和台湾均有上市。台湾版由聯經出版發行。

### 2014年
2014年，蔡博艺参选淡江大学学生会会长，引发众多争议。2014年9月15日，淡江大學學生會公告，解散負責辦理学生会会长選舉的「淡江大學中央選舉委員會」，暫停学生会会长選舉。

## 相关事件

### 参选学生会长
淡江大学将于2014年9月中旬选出新任学生会会长、副会长，有两组（每组三人）参与竞选，蔡博艺亦报名登记，在淡江大学校方公布的选举公报中，首次以国旗方式标注参选人国籍。这导致这场淡江大学的校内选举在台湾社会引发热议，并逐渐演变成一场政治讨论。
2014年9月15日，淡江大學學生會公告，解散負責辦理学生会会长選舉的「淡江大學中央選舉委員會」，暫停学生会会长選舉。2014年9月17日，淡江大學校方與學生會正副候選人開會商討後續事宜；同日，蔡博藝競選團隊發布聲明，稱基於將衝擊減到最低的原則，並不需要以解散中選會的方式犧牲此次學生會長補選，中選會主席陳彥甫必須為其認知錯誤下台負責，但選舉委員仍可繼續執行選舉業務。

### 影視作品
在2013年至2018年，蔡博藝曾經作為傅榆拍攝的紀錄片「我們的青春，在台灣」的拍攝對象，該片獲得了2018年金馬獎的最佳紀錄片獎。